# Брат (чернець)

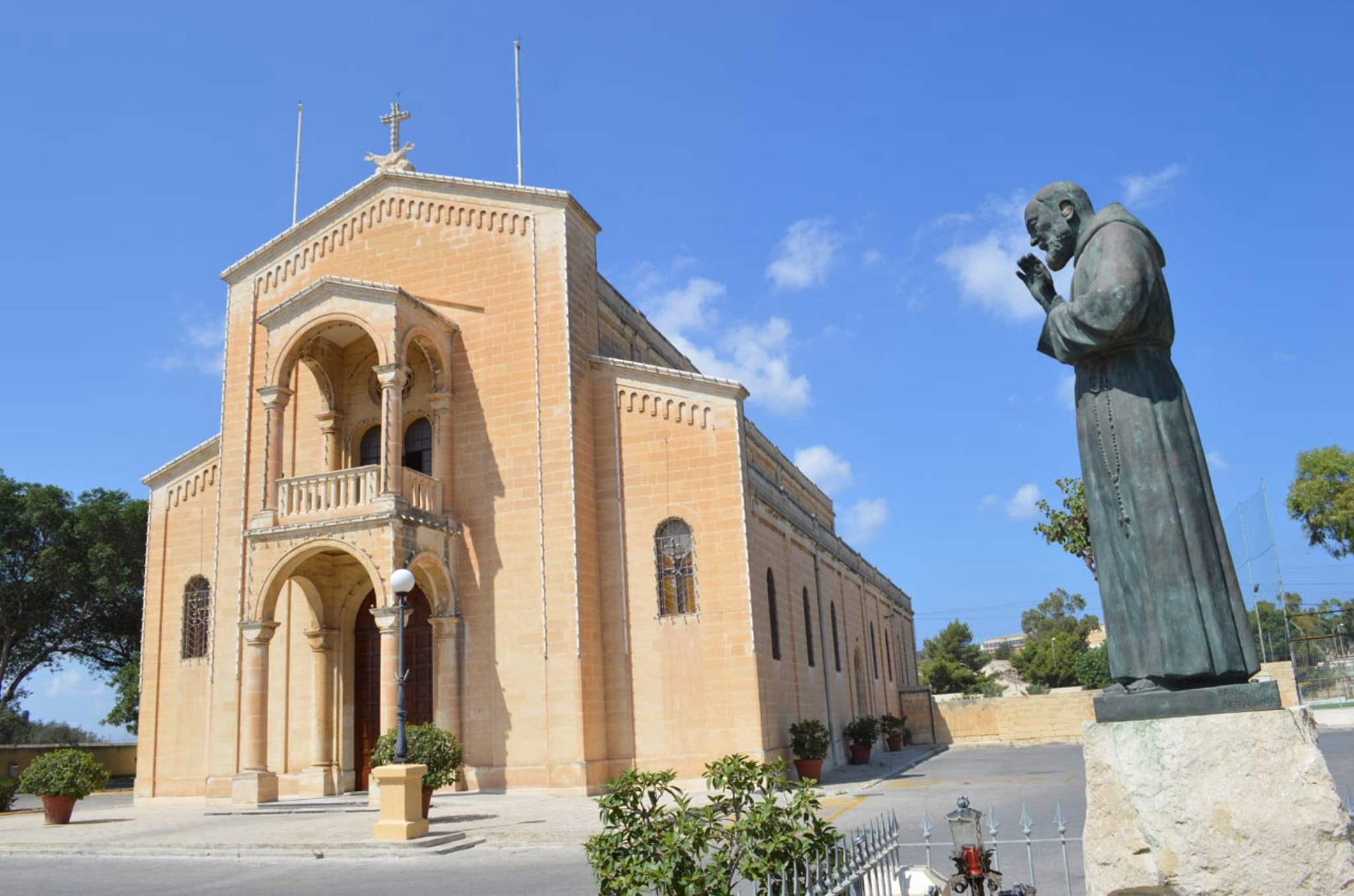
Церква Братів-Капуцинів, Мальта

Брат — чернець, член одного з поважних церковних орденів, заснованих у дванадцятому чи тринадцятому столітті.
Терміном «Friar» — «мандрівний брат» або «брат-чернець» в Середньовіччі називали подорожніх ченців Жебракуючих орденів, що здійснювали свою місію, мандруючи світом й перебували під юрисдикцією вищого керівництва цих Орденів, виконуючи свої обітниці. Найвідомішими такими орденами є домініканці, францисканці, августинці та кармеліти.

## Історія
Брати відрізняються від ченців тим, що їх покликано жити євангельськими порадами (обітницями бідності, цнотливості та покірності) у служінні суспільству, а не через аскетизм і перебування за стінами монастиря. У той час як прості ченці жили у самодостатній (закритій) громаді або відлюдниками, мандрівні брати працюють серед людей і виживали пожертвами чи іншою благодійною допомогою.
Ченці та черниці складають свої обітниці та віддаються певній громаді (монастирю) в певному місці. Брати зобов'язуються бути зі спільнотою, яка називалась їх провінція, і тому вони зазвичай пересуваються, проводячи час у різних будинках громади в межах своєї провінції.
У католицькій церкві є два класи орденів, відомих як брати або жебракуючи ордени: чотири «великі ордени» і так звані «менші ордени».
Чотири великі ордени, що вони були визнані такими, на Другому Ліонському соборі (1274 р.):
- Кармеліти, засновані 1155 р. Вони також відомі як «Білі брати» через білий плащ, який надівався на їх брунатний габіт. Вони отримали Папський дозвіл від Папи Гонорія III у 1226 р. А пізніше від Інокентія IV у 1247 р. Кармеліти були засновані як суто чернечий орден, але стали мандрівними у 1245 р. Існують два типи кармелітів, ті, що залишились Кармелитами Спостерігальними (O.Carm.) та Кармеліти босі (O.C.D.), засновані святою Терезою Авільською у 16 столітті.
- Францисканці, засновані 1209 р. Вони також відомі як «Малі брати». Францисканці були засновані святим Франциском Ассізьким і отримали усне Папське схвалення Інокентія III в 1209 р. Та офіційне папське підтвердження Гонорія III у 1223 році. Сьогодні їх Орден складається з трьох гілок: Орден Малих братів (Брунатні Францисканці), Орден Малих Капуцинів (Брунатні Брати з довгими загостреними капюшонами) та Орден Братів Менших Конвентуальних Францисканців, що носять сірі або чорні шати.
- Домініканці, засновані 1216 р. Вони також відомі як «Брати проповідники», або «Чорні брати», з чорної мантією та білим хабітом. Домініканці були засновані святим Домініком і отримали папське схвалення від Гонорія III у 1216 році, та жили за правилом святого Августина.
- Августинці, засновані у 1244 р. («Мала унія») та реорганізовані у 1256 р. («Велика унія»). Вони також відомі як «Пустельники святого Августина», або «Брати Августина». Їх статут заснований на працях Августина Аврелія.

Менших Орденів є дуже велика кількість.
Деякі з найбільш відомих «менших орденів»:
- Тринітарії, створені 1198 року
- Мерседарійці, створені 1218 року
- Сервіти, створені 1240 року
- Мініми, створені 1474 року
- Регулярний третій орден святого Франциска, частина ордену францисканців, заснована 1447 року
- Орден босих кармелітів, створені 1568 року
- Орден Августинських реколекцій, заснований 1598 року
- Мандрівні Тринітарії, створені 1599 року
- Орден покаяння, встановлений 1781 року.

У Суверенному Мальтійському Ордені титул Fra' (абревіатура від латинського слова «frater», що означає «брат») використовується при звертанні до найвищих лицарів Ордену, які прийняли обітницю першого ступеню.